# Hilário Gomes Nogueira
Hilario Gomes Nogueira (Minas Gerais, aprox. 1750 – Bananal, 1822), foi um fazendeiro, escravocrata, político e militar brasileiro.

## Relações familiares
Casou-se com Maria Josefa da Conceicao do Nascimento, neta de Tomé Rodrigues Nogueira do Ó, o fundador de Baependi, Minas Gerais.  
Hilário era filho de um português nascido em Vila Nova Famalicão, Guimarães, Arcebispado de Braga, Portugal, chamado João Gomes de Lemos, e de Joana Nogueira do Prado, nascida em Baependi, uma das filhas do bandeirante Tomé Rodrigues Nogueira do ó, que era casado com Maria Leme do Prado. Era irmão do capitão Amaro Gomes Nogueira
Hilário e Maria Josefa tiveram 10 filhos, dentre os quais, destacam-se o Capitão Antonio Gomes Nogueira e Pedro Gomes Nogueira da Gama, Coronel, e Luiz Gomes Nogueira, este último, um senhor de engenho produtor de açúcar. 
Seus outros filhos foram Alda Maria Floriana Leme Nogueira, Flora Berenice Gomes Nogueira, Delminda Roberta Nogueira, Diniz Gomes nogueira, Teodora Placidina do Nascimento Nogueira e Cassiano Gomes Nogueira.  
Sua filha Placidina Carolina Nogueira era casada com Antônio Barbosa da Silva, conhecido como "O Baú", fundador da Fazenda Bom Retiro e grande fazendeiro de café e considerado um dos patriarcas da independência. Era avô do Dr. Anastacio Sinfronio de Abreu, descendente de seu filho Pedro.  

## Biografia
Hilário foi Capitão das Ordenanças de Baependi, Minas Gerais.  Retirou-se de Minas Gerais por volta de 1792 conforme apontado no processo de Gênere et Moribus do seu filho, o padre Diniz Hilário Nogueira. Grande fazendeiro escravista, teve fazendas destinadas ao plantio do café.
No ano da Independência do Brasil hospedou o príncipe regente Dom Pedro I  e sua comitiva em sua fazenda em Bananal, São Paulo. 

## Empreendimentos
Comprou em 1789 de Policarpo Serafim da Silva, Coronel Comandante do 1º Regimento da Capitania de São Paulo, a sesmaria das Três Barras que ficava no sertão do Caminho Novo, aberto entre São Paulo e o Rio de Janeiro. 
Hilário pagou à vista a soma 800$000 em ouro em pó e também com ouro em barra. Lavrou-se a escritura em Ouro Preto, Minas Gerais.  
Hilário teve relações comerciais com João Rodrigues de Macedo, considerado o mais rico da Capitania de Minas Gerais. 
Sua fazenda na localidade de Bananal, São Paulo, chamava-se Três Barras com 45 escravizados, atualmente um hotel fazenda de luxo, que ocupa cinco dos 80 alqueires da propriedade. Teve na mesma localidade uma fazenda de nome Olaria. 
Fundou, em homenagem a Dom Pedro I, outra fazenda em Bananal, denominada Independência.
1. ↑  «Meirelles Freire». www.projetocompartilhar.org. Consultado em 11 de março de 2023
2. ↑  «REQUERIMENTO de Hilário Gomes Nogueira, capitão da Ordenança do distrito da freguesia de Baependi, solicitando a D. Maria I a mercê de o confirmar no exercício do referido cargo. - Arquivo Histórico Ultramarino». digitarq.ahu.arquivos.pt. Consultado em 11 de março de 2023
3. ↑  «XV Encontro Regional de História - ANPUH-Rio - Ofício do Historiador: Ensino e Pesquisa - Resumos». www.encontro2012.rj.anpuh.org. Consultado em 11 de março de 2023
4. ↑  «FLH0647-201-2021: SALLES, Ricardo, MARQUESE, Rafael. A cartografia do poder senhorial: cafeicultura, escravidão e formação do Estado nacional brasileiro, 1822-1848.». edisciplinas.usp.br. Consultado em 11 de março de 2023
5. ↑  «Caminho da Independência: veja a rota que Dom Pedro I fez no Vale do Paraíba até o 7 de setembro». G1. Consultado em 11 de março de 2023
6. ↑  Zeiger, Sergio (3 de dezembro de 2016), Hotel Fazenda Três Barras - Bananal/SP, consultado em 11 de março de 2023
7. ↑  «Caminho da Independência: veja a rota que Dom Pedro I fez no Vale do Paraíba até o 7 de setembro». G1. Consultado em 11 de março de 2023